# Elesbão Veloso
Elesbão Veloso este un oraș în Piauí (PI), Brazilia.